# Злочини минулого
Злочини минулого (англ. Crimes of the Past) — американський фільм 2009 року.

## Сюжет
Досвідченого і професійного агента ЦРУ Томаса Сперроу, важко ранять при виконанні чергового завдання. Розуміючи, що йому потрібно йти у відставку, Томас робить це практично відразу ж, як його виписують з лікарні. Але він і уявити не міг про те, що батьківські обов'язки виявляться ще більш небезпечними і ризикованими, ніж робота таємного агента.

## У ролях
| Актор              | Роль             |
| ------------------ | ---------------- |
| Девід Раш          | Томас Сперроу    |
| Елізабет Ром       | Жозефіна Сперроу |
| Ерік Робертс       | Роберт Бірн      |
| Чед Ліндберг       | Кідд Бенгс       |
| Джон Ейлворд       | Клей Ковінгтон   |
| Синтія Джиарі      | агент Коттон     |
| Луїз Берггрен      | Саманта Нікс     |
| Грант Гудів        | агент Крач       |
| Олівія Томас       | Ерін Бейкер      |
| Пол Морган Стетлер | Нік Бейкер       |
| Наташа Сімс        | Джанет Геллар    |
| Деб Блюм           | клієнт бару      |
| Тоні Дуп           | Вілл Геллар      |
| Джен Ервін         | Снайдер          |